# 열녀 숙인전주소씨 정려각
열녀 숙인진주소씨 정려각은 대한민국 전북특별자치도 장수군 산서면 하월리에 있는 정려이다. 2016년 3월 14일 장수군의 향토문화유산 제9호로 지정되었다.

## 개요
열녀숙인진주소씨정려각은 김연장의 처인 진주소씨의 정려각으로 1788년(정조12년)에 명정을 받았으며 정려각은 1848년(헌종14년)에 세웠다. 현재의 건물은 1893년에 다시 세운것으로 장수지역의 다른 정려각과 비교할 때 비교적 명정연대가 빠르고 가구수법이나 조각수법 등이 건축적 가치가 있다.